# Ranters
Os ranters (faladores) formavam uma seita radical inglesa nos tempos da Commonwealth, considerados como heréticos pela Igreja estabelecida da época. Sua ideia central era o panteísmo, que Deus está essencialmente em toda criatura; isto os levou a negar a autoridade da Igreja, das Escrituras, do corrente ministério e seus serviços, em lugar de conclamar os homens a ouvirem Jesus dentro deles. Muitos ranters pareciam rejeitar uma crença na imortalidade e num Deus pessoal, e em muitas ocasiões lembravam os “Irmãos do Livre Espírito” (Brethren of the Free Spirit) no século XIV. Parecem ter sido considerados pelo governo da época como uma ameaça genuína à ordem social. Geralmente estavam associados com nudismo, que podem ter usado como uma maneira de protesto social tanto como uma expressão religiosa de símbolo de abandono dos bens terrestres. Eram acusados de antinomianismo, fanatismo, e imoralidade sexual, e eram postos em prisões até retrataram-se.